# القطاع الإقليمي الأنجليكاني في الإسكندرية
القطاع الإقليمي الانجيليكاني في الإسكندرية هي أحد اقاليم الطائفة الأنجيليكانية. كانت تضم سابقًا أبرشية مصر مع شمال إفريقيا والقرن الأفريقي. في 29 يونيو 2020، ترقيت الأبرشية إلى قطاع اقليمي، وأصبحت القطاع الإقليمي الحادي والأربعين للطائفة الأنجليكانية. ورئيس أساقفة القطاع الإقليمي الانجيليكاني في الإسكندرية هو رئيس أساقفة الإسكندرية.
تمتد سلطة القطاع الإقليمي الانجيليكاني في الإسكندرية على شمال إفريقيا والقرن الأفريقي، وهي منطقة شاسعة تضم دولًا من الجزائر وتونس  وليبيا ومصر وإثيوبيا وإريتريا والصومال وجيبوتي

## تاريخ

### التأسيس
وصل المبشرون الإنجيليكان الأوائل إلى مصر عام 1819، وكرس أول مبنى للكنيسة، القديس مرقس بالإسكندرية، عام 1839، تلاه كنيسة جميع القديسين في القاهرة عام 1876. أصبحت مصر جزءًا من الكنيسة الأسقفية في القدس والشرق الأوسط، التي تأسست عام 1841، وتحت سلطة رئيس أساقفة كانتربري.
إنشئ العديد من الكنائس والمدارس والعيادات الطبية والمستشفيات من قبل المجتمع الأنجليكاني في مصر والأراضي المجاورة، وفي عام 1908 كرس القس لويلين جوين أسقف الخرطوم، وهو أسقف مساعد لرئيس أساقفة الكنيسة الأسقفية في القدس والشرق الأوسط، لقيادة الكنيسة الأنجليكانية عبر شمال إفريقيا. في عام 1920 إنشأت أبرشية جديدة سميت أبرشية مصر والسودان، وكان جوين أول أسقف أبرشية في مصر والسودان.
كانت كاتدرائية الأبرشية في الخرطوم، وكانت كنيسة القديسة مريم في القاهرة هي الكاتدرائية في مصر حتى عام 1938، عندما افتتحت وتكريس كاتدرائية جميع القديسين في القاهرة.

### تقسيم الأبرشية
قسمت الأبرشية عام 1945 لتشكيل أبرشيتين منفصلتين. أبرشية السودان حيث استمر الأسقف جوين أول ومقر الكاتدرائية بالخرطوم أسقف لأبرشية السودان. وأصبح المطران جيفري ألين أول أسقف مصر وكاتدرائية جميع القديسين في القاهرة هي كاتدرائية أبرشية مصر.
بسبب الوضع السياسي المعقد في مصر، سعت الأبرشية (التي لا تزال تحت سلطة رئيس أساقفة كانتربري) إلى النأي بنفسها عن كنيسة إنجلترا، من خلال تبني الاسم الطائفي «الكنيسة الأسقفية في مصر». ومع ذلك، أدت التوترات السياسية إلى الاستيلاء علي الكنائس وتدمير العديد منها، ومن بينها بعض الكنائس الأنجيليكانية في مصر، وطرد العديد من رجال الدين البريطانيين. بحلول عام 1956، لم يكن هناك أسقف مقيم، وكان هناك أربعة كهنة فقط في الأبرشية بأكملها، مع إشراف أسقفي مؤقت من قبل رئيس الأساقفة في القدس.

### إعادة هيكلة
في عام 1976، شكلت الكنيسة الأسقفية في القدس والشرق الأوسط، التي وحدت أربع أبرشيات (بما في ذلك مصر) في مقاطعة جديدة. قلص القدس من مطرانية إلى أبرشية، وكان من المقرر أن يقود القطاع الإقليمي رئيس أساقفة، يُنتخب بالتناوب من بين الأساقفة الأربعة في القدس ومصر وقبرص وإيران.
في عام 1978 دمرت كاتدرائية جميع القديسين في القاهرة بأمر من الحكومة المصرية. وشيدت كاتدرائية جديدة في القاهرة وكرست في عام 1988، بطرازها المعماري على غرار خيمة بدوية.

### نمو الخدمة
مع نمو أبرشية مصر في أوائل القرن الحادي والعشرين، أنشأ الأسقف منطقتين أسقفيتين، وعين أسقفًا لمنطقة القرن الأفريقي في عام 2007، وأسقف منطقة لشمال إفريقيا في عام 2009. وبعد التوسع الهائل في النشاط التبشيري في منطقة غامبيلا، إنشأت أبرشية أخرى في 2019، ورسم الشماس راجان فنسنت يعقوب أول أسقف لمنطقة غامبيلا.
أدى التوسع المستمر في الأبرشية إلى السعي للحصول على سلطة الانفصال عن الكنيسة الأسقفية في القدس والشرق الأوسط وتشكيل قطاع اقليمي مستقل للطائفة الأنجليكانية. تمت الموافقة على ذلك في عام 2019 من قبل سينودس القطاع الإقليمي للكنيسة الأسقفية في القدس والشرق الأوسط  وفي يناير 2020 من خلال اجتماعات رؤساء أساقفة الاتحاد الأنجليكاني. شكل القطاع الإقليمي الانجيليكاني في الإسكندرية في 29 يونيو 2020، مع تقسيم «أبرشية مصر مع شمال إفريقيا والقرن الأفريقي» السابقة إلى أربع أبرشيات جديدة.

## رئيس الأساقفة

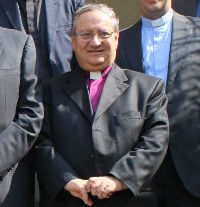
منير أنيس ، أول رئيس أساقفة الإسكندرية في الاتحاد الأنجليكاني.

رئيس أساقفة الإسكندرية هو رئيس أساقفة القطاع الإقليمي الانجيليكاني في الإسكندرية. وهو أسقف أبرشية مصر.

## أبرشيات

### ابرشية مصر
للأبرشية كاتدرائية في القاهرة وكاتدرائية أخري في الإسكندرية. عين الأسقف الحالي، سامي فوزي، مساعدًا لأسقف الأبرشية، ثم أسقفًا لمصر ورئيس أساقفة الإسكندرية في 8 يونيو 2021, بعد ان أحيل الي التقاعد أسقف مصر السابق منير أنيس.

#### الأساقفة
قائمة بالأساقفة الانجيليكان في مصر:
- ليويلين جوين (1920-1946) (أسقف مصر والسودان)
  - الأسقف المساعد: موريس جيلثورب [10]
- جيفري ألين (1947-1952) (أسقف مصر)
- فرانسيس جونستون (1952–1958) (أسقف مصر)
- تحت إدارة كامبل ماكينز (1959-1969) (رئيس أساقفة القدس) أثناء فترة التعليق المؤقت
- كينيث كراج (1969-1974) (أسقف مصر)
- إسحاق مسعد (1974–1984) (أسقف مصر)
- غيس عبد الملك (1985-2000) (أسقف مصر)
- منير أنيس (2000-2020) (أسقف مصر وشمال إفريقيا)

#### رؤساء الأساقفة
أساقفة الأبرشية وفي الوقت نفسه رؤساء أساقفة القطاع الإقليمي الانجيليكاني في الإسكندرية بعد إنشائه في عام 2020:
- منير أنيس (2020 – 2021) (رئيس أساقفة الإسكندرية وأسقف مصر)
- سامي فوزي (2021 – حتى الآن) (رئيس أساقفة الإسكندرية وأسقف مصر)

#### الكنائس
تشمل كنائس أبرشية الأبرشية:
- كاتدرائية القديس مرقس، الإسكندرية

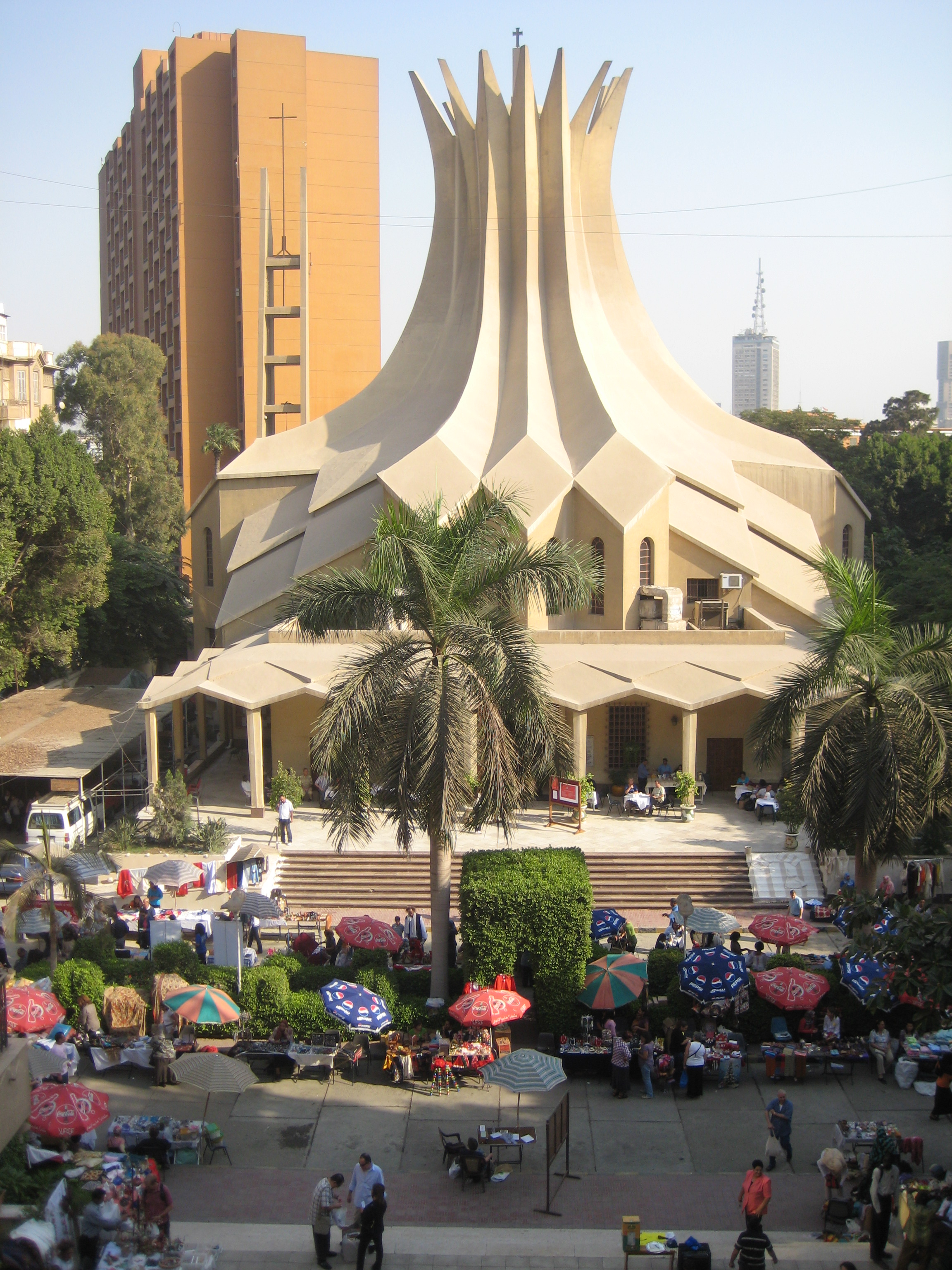
كاتدرائية جميع القديسين بالقاهرة.

- كنيسة المسيح الملك، رأس السودة، الإسكندرية
- كنيسة جميع القديسين، ستانلي باي، الإسكندرية
- كاتدرائية جميع القديسين، الزمالك، القاهرة
- كنيسة يسوع نور العالم، القاهرة القديمة
- كنيسة للصم بمصر القديمة
- كنيسة الراعي الصالح بمصر الجديدة بالقاهرة
- كنيسة القديس يوحنا المعمدان، المعادى، القاهرة الكبرى
- كنيسة الراعي الصالح بالجيزة القاهرة الكبرى
- كنيسة مار مرقس منوف
- كنيسة القديس بولس، عزبة النخل
- كنيسة مخلصنا بالسويس
- كنيسة عيد الغطاس ببورسعيد

يوجد مجموعات من الانجيليكان بدون كنائس في مدينة السادات ومدينة 6 أكتوبر والغردقة.

### أبرشية شمال إفريقيا
تخضع الأبرشية لتوجيهات رئيس ألاساقفه سامي فوزي.
أساقفة المنطقة الاسقفية:
- بيل ماسك (2008-2015) [11]
- سامي فوزي (2017-2020)

تنتظر الأبرشية الجديدة أول أسقف أبرشي لها.
تشمل الكنائس الهامة ما يلي:
- كنيسة المسيح الملك، طرابلس، ليبيا
- الكنيسة الانجليكانية سانت جورج، تونس، تونس
- كنيسة الثالوث الأنجليكانية، الجزائر العاصمة، الجزائر

### أبرشية القرن الأفريقي
تعمل الأبرشية في جيبوتي وإريتريا وإثيوبيا والصومال.
كمنطقة أسقفية لأبرشية مصر مع شمال إفريقيا والقرن الأفريقي، كان أساقفة المنطقة:
- أندرو براود (2007-2011)
- جرانت لوماركواند (2012-2018)
- كوان كيم سينج (2019-2020)

الأساقفة الأبرشيون بعد إنشاء الأبرشية عام 2020:
- كوان كيم سينغ (2020 إلى الآن)

أهم كنيسة في الأبرشية الجديدة هي:
- كنيسة القديس ماثيو الأنجليكانية، أديس أبابا، إثيوبيا

### أبرشية جامبيلا
تضم منطقة غامبيلا في إثيوبيا أكثر من 70 تجمعًا أنجليكانيًا، وكلية لاهوتية (كلية سانت فرومانتيوس اللاهوتية) تدرب المرشحين على الرسامة.
تضم الأبرشية الجديدة عددًا كبيرًا من التجمعات، ولكن عددًا قليلاً جدًا من الكنائس. يوجد أحد عشر مركزًا إقليميًا للبعثات. في يونيو 2020، عند تأسيس محافظة الإسكندرية وأبرشية غامبيلا، لفت يوشيا إيدو-فيرون، الأمين العام للمجلس الاستشاري الأنجليكاني، الانتباه بشكل خاص إلى «النمو الهائل» في المنطقة «، ولا سيما في منطقة غامبيلا إثيوبيا».
كمنطقة أسقفية لأبرشية مصر مع شمال إفريقيا والقرن الأفريقي، كان أسقف المنطقة:
- راجان فينسينت جاكوب (2019-2020) [6]

الأساقفة الأبرشيون بعد إنشاء الأبرشية عام 2020:
- راجان فينسينت جاكوب (2020 إلى الوقت الحاضر)

## الكليات اللاهوتية
تدير المقاطعة ثلاث كليات لاهوتية لتدريب الكهنة والقراء العلمانيين في الكنيسة، وللقادة العلمانيين الآخرين.

### مدرسة اللاهوت بالإسكندرية
افتتحت مدرسة اللاهوت بالإسكندرية عام 2003، وبدأت في تعليم الطلاب عام 2006. تقع الكلية في أبرشية مصر، ولها فرعين أحدهما في الإسكندرية (في موقع كاتدرائية القديس مرقس) والآخر في القاهرة (في موقع كاتدرائية جميع القديسين). المرشحون للرسامة الكهنوتية يدرسون في الكلية اللاهوتية لمدة ثلاث سنوات للحصول علي دبلوم اللاهوت ودورة الخدمة. تقدم الكلية أيضًا دورات للحصول على درجات أكاديمية تؤدي إلى درجات بكالوريوس اللاهوت وماجستير اللاهوت. شفيع الكلية هو القديس أثناسيوس

### كلية سانت سيبريان، تونس
تقع الكلية في أبرشية شمال إفريقيا. إطلقت في عام 2012 تحت إشراف الأسقف بيل ماسك، وكان في الأصل مشروعًا محليًا للتعلم عن بعد والتدريب العادي، والذي تطور بحلول عام 2015 إلى مركز سانت سيبريان مع مرافق الحرم الجامعي المجاورة لكنيسة القديس جورج في تونس. من خلال العمل مع مدرسة اللاهوت بالإسكندرية (AST)، أصبح المركز كلية سانت سيبريان في 2018. يقدم دبلوم في علم اللاهوت ووزارة لمرشحي الرسامة وقادة الكنيسة الآخرين، ويمكن للطلاب أيضًا الوصول إلى برامج شهادات AST من خلال الكلية. شفيع الكلية هو القديس قبريانوس.

### كلية سانت فرومانتيوس اللاهوتية، جامبيلا
تقع الكلية في أبرشية غامبيلا، كما توفر التدريب لأبرشية القرن الأفريقي. افتتحت في عام 2015، وتقدم التدريب لقادة الكنيسة في جميع أنحاء إثيوبيا. تستخدم الكلية شعار «كلية الكنيسة الأنجليكانية في إثيوبيا». الطلاب المرشحون للرسامة الكهنوتية يتبعون دراسة لمدة ثلاث سنوات للحصول علي دبلوم في اللاهوت والخدمة. هناك أيضًا دبلومة لمدة ست سنوات في الخدمة الرعوية للرعاة العلمانيين في الكنيسة.
عند إطلاق الكلية في عام 2015، قال منير أنيس «أعتقد أن كلية القديس فرومانتيوس ستغير الكنيسة في القرن الأفريقي، حيث نسعى إلى تطوير كنيسة ناضجة ومتأصلة بالكامل». شفيع الكلية هو القديس فرومانتيوس من إثيوبيا.

## روابط خارجية
- الموقع الرسمي